# Военный переворот в Мали (2021)
Военный переворот в Мали — смена власти (военный переворот) в государстве Мали в 2021 году.
Переворот начался в ночь на 24 мая 2021 года, когда Вооружённые силы Мали захватили президента Ба Ндау, премьер-министра Моктар Уану и министра обороны Сулеймана Дукуре. Ассими Гоита, глава хунты, которая управляла малийским переворотом 2020, объявил, что Ндау и Уан лишены полномочий и новые выборы состоятся в 2022 году. Это третий государственный переворот в государстве за последние десять лет (после военных переворотов 2012 и 2020 годов).

## Предпосылки
За девять месяцев до переворота, в августе 2020 года, президент Ибрагим Бубакар Кейта был отстранен от власти военным союзом. Это произошло после нескольких месяцев беспорядков в Мали после нарушений в ходе парламентских выборов в марте и апреле и ареста лидера оппозиции Сумайла Сиссе. 18 августа 2020 года военные во главе с полковником Ассими Гоита и майором-полковником Исмаэлем Ваге в городе Кати (регион Куликоро) начали мятеж. Президент Кейта и премьер-министр Бубу Сиссе были арестованы, и вскоре после полуночи Кейта заявил об отставке, сказав, что не хочет кровопролития.
После отставки Кейты от имени офицеров Ваге объявил о создании Национального комитета спасения народа (CNSP) и пообещал провести выборы. 12 сентября 2020 Национальный комитет спасения народа (CNSP) согласился на 18-месячный политический переход к гражданскому правлению. Вскоре Ба Ндау был назначен временным президентом группой из 17 избирателей, а Гоита был назначен вице-президентом. Правительство было образовано 25 сентября 2020 г..
18 января 2021 года переходное правительство объявило, что CNSP был расформирован, почти через четыре месяца после того, как было обещано согласно первоначальному соглашению.

## Переворот
После передачи власти в сентябре напряженность между гражданским переходным правительством и военными нарастало. Оппозиционное движение M5, которое возглавило малийские протесты против Кейта в 2020 году, публично призвало к роспуску временного правительства и замены его на «более легитимное». 14 мая правительство объявило о планах создания нового «широкомасштабного» правительства.
24 мая напряжение обострилась после перестановок в правительстве. В результате власть военных над ключевыми министерствами не изменилась, однако двух руководителей переворота — Саду Камару и Модибо Коне — заменила администрация Ндау.
В тот же день об усилении военной активности сообщили несколько источников, в том числе посольство США в Бамако, хотя город оставался относительно спокойным. Несколько журналистов сообщили, что трех ключевых гражданских лидеров — Ндау, Уана и Дукора удерживали в военной базе в Кати у Бамако.
В заявлении на общественном телевидении Гоита объявил, что Ндау и Уан были лишены своих полномочий, поскольку они пытались «саботировать» переход, который, по словам Гоиты, «проходил бы обычно». Гоита, вице-президент временной администрации, заявил, что с ним следовало проконсультироваться до перестановки правительства, которую он описал как нарушение переходной хартии, составленной военной хунтой после переворота. Гоита также пообещал, что новые выборы состоятся в 2022 году.
26 мая военные объявили комендантский час, действующий по всей стране с 20:00 до 06:00 . Аэропорт Бамако и сухопутные пограничные переходы также были закрыты.

## Последствия
25 мая бывший президент Нигерии Гудлак Джонатан с ЭКОВАС начал как посредник попытки договориться с военными Мали. После задержания 26 мая Ндау подал Гоите заявление о своей отставке.
28 мая Конституционный суд Мали объявил полковника Ассими Гоиту временным президентом страны.

## Реакция
- ООН через свою миротворческую миссию МИНУСМА осудила переворот и призвала к спокойствию в стране[2]. Антониу Гутерриш, генеральный секретарь ООН, призвал успокоиться и освободить заключенных[15]. Президент Демократической Республики Конго и глава Африканского Союза Феликс Чисекеди «осудил любые действия, направленные на дестабилизацию Мали»[8]. Председатель Европейского совета Шарль Мишель заявил журналистам, что ЕС может принять необходимые меры против малийских вооруженных сил.
- ООН, ЭКОВАС, Европейский союз, США и Африканский союз опубликовали совместное заявление, в котором осудили государственный переворот и призвали освободить политиков[2][4][8]. Западноафриканские чиновники оценивают ситуацию и описывают ее как «попытку переворота»[16].